# هيلين لويس
هيلين لويس (بالإنجليزية: Helen Lewis) هي صحفية بريطانية، ولدت في 1983.